# سهيل بن رافع
سهيل بن رافع بن أبي عمرو الأنصاري، صحابي بدري من الأنصار، من بني عائذ بن ثعلبة من الخزرج، شهد غزوتي بدر وأحد، والخندق والمشاهد كلّها مع النبي. والمشاهد كلها معه، وهو أخو سهل بن رافع، وكانا يتيمين، وقد وقع اختلاف في اسمه، فقيل: هو سهيل بن عمرو، يقول ابن عبد البر: «ومن جعل سهيل بن عمرو بن أبي عمرو، وسهيل بن رافع بن أبي عمرو واحدًا، فقد غلط ووهم ولم يعلم». وقد كان موضع مسجد الرسول له ولأخيه، فاشتراه منهما النبي محمد ﷺ وبنى عليه مسجده.
توفي في خلافة عمر بن الخطاب، وليس له عقب، وانقرض أيضًا بنو عائذ بن ثعلبة بن غَنْم جميعًا فلم يبق منهم أحد.

## نسبه وأسرته
- هو سهيل بن رافع ابن أبي عمرو بن عائذ بن ثعلبة بن غنم بن مالك بن النجار الأنصاري.
- أخوه: سهل بن رافع.
- أمه: زُغيبة بنت سهل بن ثعلبة بن الحارث من بني مالك بن النجّار.[2]

وقد ذكر ابن حجر العسقلاني اختلاف العلماء في اسمه، فله اسم آخر غير هذا الاسم الذي ذكرناه، وذكَر من أراد الجمع بين القولين، فصارت الأقوال ثلاثة وهي:
- أولا: اسمه: سهيل بن رافع بن أبي عمرو.
- ثانيا: اسمه: سهيل بن عمرو، وقد استشهد ابن حجر على هذا القول بقول ابن إسحاق حيث قال: «وبركت النَّاقة على باب المسجد وهو يومئذ مِرْبَد لغلامين يتيمين مِنْ بني النَّجار، يقال لهما سَهْل وسُهيل ابنا عمرو في حِجْر معاذ بن عفراء»، واستشهد أيضا بقول ابن شهاب، وهو: «وكان المسجد مِرْبدًا ليتيمين من بني النَّجار في حِجْر أسعد بن زُرارة، وهما سَهْل وسُهيل ابنا عمرو».
- ثالثا: هناك من جمع بين القولين، فقال: اسمه: سهيل بن رافع بن عمرو، إلا أنه قد سقطت كلمة «رافع» ممن نسبه إلى عمرو.[3]

ورجح ابن عبد البر أنه سهيل بن رافع كما أثبتناه، فقال: «ومن جعل سهيل بن عمرو بن أبي عمرو وسهيل بن رافع بن أبي عمرو واحدا، فقد غلط ووهم ولم يعلم».

## سيرته
كان الصحابي سهيل بن نافع يتيما، واختلف في حجر من كان؛ فقيل: إنه كان في حجر معاذ بن عفراء، وقيل: إنه كان في حجر أسعد بن زرارة، ويمكن الجمع بأنهما كانا تحت حجرهما معا كما ذكره ابن حجر، ولهذا وقع في الصحيح أن النبي صلى الله عليه وسلم قال: «يا بني النجار ثامنوني به».
وقد كان موضع مسجد النبي صلى الله عليه وسلم له ولأخيه، فقد هاجر الرسول محمد صلى الله عليه وسلم من مكة إلى المدينة، فلما وصلها بركت ناقته في مكان فأراد النبي صلى الله عليه وسلم أن يبني فيه مسجدا، فسأل عن الموضع فقيل: هو لغلامين يتيمين، وهما: سهل وسهيل ابنا رافع، فاشتراه منهما النبي صلى الله عليه وسلم وبنى عليه مسجده، وهو المسجد النبوي الموجود الآن في المدينة المنورة.
شهد سهيل بن رافع الغزوات التي خاضها الرسول محمد صلى الله عليه وسلم، فشهد بدرا، وأحدا، والخندق، والمشاهد الأخرى.

### وفاته
توفي في خلافة عمر بن الخطاب، وليس له عقب، وانقرض أيضًا بنو عائذ بن ثعلبة بن غَنْم جميعًا فلم يبق منهم أحد، وقد انتهت خلافة عمر ابن الخطاب سنة 23هـ.
وزعم ابن الكلبي أنه قتل بصفين مع علي بن أبي طالب، وكانت وقعة صفين سنة سبع وثلاثين هجرية.